# Wachgeküßt
Wachgeküßt (Originaltitel: Living Out Loud) ist eine US-amerikanische Filmkomödie aus dem Jahr 1998. Regie führte Richard LaGravenese, der auch das Drehbuch schrieb.

## Handlung
Judith Moore trennt sich zu Beginn von ihrem Mann, einem angesehenen Kardiologen, als herauskommt, dass er eine Affäre mit einer jüngeren Frau hat. Sie selbst hat ihr Medizinstudium abgebrochen und arbeitet als Krankenschwester. Frisch geschieden, bleibt sie in der großzügigen Wohnung an der New Yorker Upper East Side und versucht, sich in der neuen Situation zurechtzufinden. Als sie eines Abends in einem Jazzclub nach der Tür zur Damentoilette sucht, wird sie von einem fremden Mann geküsst, der sie für eine andere Frau hält. Nach einem kurzen Gespräch und einem erneuten Kuss fragt er sie schließlich, ob sie eine Woche später vielleicht auch wieder da sein wird. Als sie den Club wieder aufsucht, taucht er jedoch nicht mehr dort auf.
In der Zwischenzeit lernt Judith Pat Francato näher kennen, den Fahrstuhlführer ihres Wohnhauses, der von seiner Frau getrennt lebt und dessen Tochter gerade gestorben ist. Er beginnt sich mehr und mehr für sie zu interessieren, sie versucht ihm aber klarzumachen, dass sie sich nicht zu ihm hingezogen fühlt. Mit der Sängerin Liz Bailey, mit der sie sich angefreundet hat, genießt sie das Nachtleben. Eines Tages bestellt sie sich auch einen erotischen Masseur in die Wohnung, worauf Pat ein wenig eifersüchtig reagiert.
Als Pat schließlich mit ihr nach Italien fliegen möchte und ihr seine Liebe gesteht, macht sie ihm erneut klar, dass sie das nicht kann und nicht so wie er empfindet. Die beiden bleiben aber Freunde. Einige Monate später hat sie ihr Studium wiederaufgenommen. Im Jazzclub sieht sie ihn von weitem, wie er mit einer anderen Frau zusammen ist.

## Kritiken
Filmdienst schrieb, der Film sei eine „wortlastige Komödie, die an Billy Wilders Das Appartement“ aus dem Jahr 1960 erinnere, „ohne dessen Dialogwitz zu erreichen“. Die „durchaus vorhandenen Ansätze zu einer genauen Charakterstudie“ würden „an der Oberfläche“ bleiben – unter anderen „weil das Drehbuch den Personen zu wenig Raum zur Entfaltung“ biete.
Die Zeitschrift TV Spielfilm schrieb, „die famosen Darsteller (vor allem die grandiose Holly Hunter) machen die melancholische Komödie zum echten Genuss.“ Die „Emanzipationskomödie“ sei „verdammt nah am Kitsch, aber schön“.
Die Zeitschrift TV Today bezeichnete den Film als „schräg, mild provokant, mitunter rasend komisch und voller Sympathie für Pechvögel und Tagträumer“.
Das Magazin kultur Spiegel lobte Wachgeküßt als „eine Überlebensgeschichte für Erwachsene“.

## Auszeichnungen
Holly Hunter wurde im Jahr 1999 für den Golden Satellite Award, den American Comedy Award und den Chicago Film Critics Association Award nominiert. Danny DeVito wurde 1999 für den Chlotrudis Award nominiert. Queen Latifah wurde 1999 für den Image Award nominiert.

## Hintergründe
Der Film wurde in Los Angeles und in New York City gedreht. Seine Produktionskosten betrugen schätzungsweise 12 Millionen US-Dollar. Die Weltpremiere fand am 15. September 1998 auf dem Toronto International Film Festival statt, dem am 14. Oktober 1998 eine Vorführung auf dem Hamptons International Film Festival folgte. Der Film startete in den Kinos der USA am 30. Oktober 1998 und spielte dort ca. 12,9 Millionen US-Dollar ein. Nach dem deutschen Kinostart am 4. Februar 1999 wurden etwa 48 Tausend Kinozuschauer gezählt.